# Ахотеп I
Ахотеп I (Мир на Месецу) је била древна египатска краљица која је живела највероватније око 1560. и 1530. године старе ере у периоду Новог царства. Као чланица седамнаесте династије, била је кћи фараона Таоа и краљица Тетишере. Највероватније била је сестра и супруга фараона Таоа II.

## Живот
Иако се Ахмос обично сматра за оснивачем осамнаесте династије Египта, многи египтолози тврде да је оснивач заправо краљица Ахотепа. Њен брат, уједно и супруг, био је фараон Горњег Египта. Верује се да је родила два сина која су касније постали фараони а потом и ујединитељи државе након протеривања Хикса из Доњег Египта.
Након Таове смрти престол је наследио старији син Камосе, последњи фараон 17. династије, који је покренуо многобројне походе ка уједињењу државе. Међутим, након што је после неколико година владавине умро, Ахотеп је постала вођа државе. Сматра се да је Камосев брат Ахмос био превише млад како би управљао Северним царством. Неколико година касније заједно са мајком успео је да протера Хиксе и уједини Доњи и Горњи Египат.
Разлог због којег се верује да је Ахотеп оснивач династије је велики углед који је уживала у породици, односно почаст коју су јој на споменицима одавали будући фараони.

## Породица
Краљица Ахотепа била је племићког порекла. Њен отац био је фараон Тао Први а деда Антеф Седми. Њена мајка Тетишери највероватније је племићког порекла из насеља из оаза Западне пустиње. Верује се да су удала за свог брата Таоа Другог и да је у браку са њим имала шесторо деце: фараоне Камоса и Ахмоса, принчеве Ahmose-Sipair, Бинпуа и Ahmose-Henutemipet као и принцезе Ахмозе-Нефертари и Ahmose-Tumerisy.
Према другој теорији Камос није Таов син него млађи брат.

## Гроб
Ахотепина гробница откривена је 1859. године у Дра Абу ел-Наги надомак Тебе. Открио ју је француски археолог Огист Мариет (фр. Auguste Mariette) у готово нетакнутом стању. Мумија је била постављена у позлаћеном сандуку прекривеним многим накитом и оруђем. Међу загробним предметима пронађене су и многобројне војне медаље због чега неки египтолози сматрају да је Ахотеп имала кључну улогу у уједињењу севера и југа земље.